# Carlos Frontini
Carlos Esteban Frontini, mais conhecido como Carlos Frontini, ou simplesmente Frontini (Buenos Aires, 19 de agosto de 1981), é um ex-futebolista argentino/brasileiro.

## Carreira
Apesar de nascido na Argentina, a família Frontini veio ao Brasil quando Carlos ainda era uma criança. Iniciou sua carreira no Mogi Mirim.
Apesar de ter passado por vários clubes no início de carreira, o jogador ganhou destaque no Campeonato Paulista de 2005 atuando pelo Marília Atlético Clube, quando figurou entre os artilheiros da competição, chamando a atenção do Santos.
Chegou em maio de 2015 e durante sua passagem pelo Santos (foi o 16º argentino a jogar no clube), Frontini mostrou o desejo de se naturalizar brasileiro, apesar de serem remotas as chances de defender a Seleção Brasileira. Foram apenas sete jogos pelo Peixe, quatro como titular, e um gol na derrota de 2 a 1 contra o Palmeiras.
Atuou também no Figueirense, no Mirassol e no Botafogo de Ribeirão Preto.
Em maio de 2009, acertou com o CRB para a disputa da Série C do Campeonato Brasileiro.
Em 2010, assinou contrato com o Bragantino para disputa do Campeonato Paulista, aonde marcou 7 gols. No segundo semestre desse mesmo ano, assinou com o Clube do Remo para a disputa da Série D do Campeonato Brasileiro e, depois, firmou contrato com o Duque de Caxias para a disputa do Brasileirão da Série B.
Em 2012, assinou com o Red Bull Brasil. Em outubro do mesmo ano, o atacante assina com o Volta Redonda para a temporada de 2013.
Ainda em 2013, atua pelo Vila Nova, onde foi fundamental na conquista do acesso para a Série B, marcando 2 gols nas quartas de final contra o Treze, que valia o acesso.
Em 2014, foi contratado pelo Botafogo-PB para as disputas do Campeonato Paraibano, Copa do Brasil, Copa do Nordeste e Série C. Marcou 15 gols nesta temporada.
Em 2015, foi contratado pelo Vila Nova para a Divisão de Acesso do Goianão e Campeonato Brasileiro da Série C sendo artilheiro do Campeonato de Acesso e uma das principais peças do elenco colorado para a competição nacional.
Em outubro de 2018, chegou ao Ypiranga para a disputa da Copa Wianey Carlet.
Em novembro de 2020, retorna ao Campinense.
Em 19 de janeiro de 2021, voltou ao Vila Nova e, nesta última passagem, fez 6 jogos e marcou 1 gol. Ao todo, fez 97 jogos pelo clube e marcou 43 gols. Após o Campeonato Goiano de 2021, se aposentou dos gramados e assumiu como Diretor de Futebol do Vila Nova.

## Títulos
Vitória
- Campeonato Baiano: 2002

União Barbarense
- Série C

: 2004
America de Natal
- Copa RN: 2006

Botafogo-PB
- Campeonato Paraibano: 2014

Vila Nova
- Campeonato Goiano - Segunda Divisão: 2015
- Campeonato Brasileiro - Série C: 2015

Treze
- Campeonato Paraibano: 2020

## Prêmios individuais
| Ano  | Premiação                      | Prêmio          | Time        | Resultado | Ref.   |
| ---- | ------------------------------ | --------------- | ----------- | --------- | ------ |
| 2011 | Melhores do Campeonato Carioca | Melhor atacante | Boavista-RJ | 3º lugar  | [ 20 ] |

## Artilharias
- Artilheiro do Campeonato Carioca: 2011 (10 gols)[21]
- Artilheiro do Campeonato Goiano - Segunda Divisão: 2015 (14 gols)
- Artilheiro do Campeonato Sergipano: 2018 (6 gols)